# Agrumes japonais

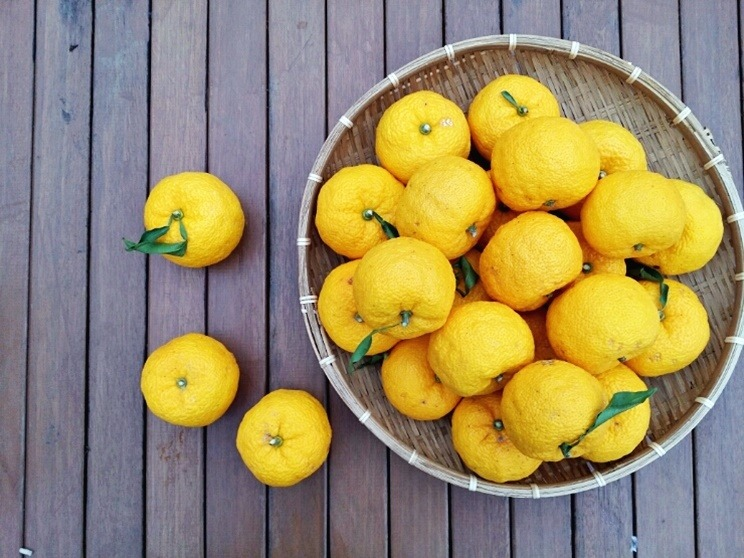
Le yuzu, vraisemblablement d'origine chinoise est une spécialité japonaise de notoriété mondiale

Le Japon a une tradition de culture et d'obtention d'agrumes. Ces fruits sont d'origine chinoise ou sud-asiatique, mais ont été depuis longtemps modifiés ou spécialement sélectionnés pour répondre au goût japonais. Ils sont pour la plupart rarement cultivés en dehors du Japon, et restent souvent méconnus, y compris au Japon. Une centaine de cultivars sont admis par les Japonais comme purement japonais, ils correspondent à des utilisations diversifiées (assaisonnement, jus, plus récemment huiles essentielles, etc.) depuis les mois d'été à la fin printemps.
Depuis 1949, une stratégie de croisement par hybridation méthodique a permis de mettre sur le marché une nouvelle génération d'agrumes, principalement des tangors, dont certains comme le dekopon ont conquis le marché mondial. Mais le dépeuplement des campagnes japonaises et la pénurie de main-d'œuvre qui en résulte pèsent sur la production d'agrume et le maintien du savoir-faire qui sont en baisse constante.
Au XXIe siècle, la génétique permet d'ordonner le monde très divers des hybrides homoploïdes cultivés ou sauvages des îles Ryūkyū qui méritent un inventaire séparé et qui a conduit à l'identification d'une nouvelle espèce sexuée sauvage C. ryukyuensis sp. nov.

## Taxonomie japonaise
Le Japon suit généralement les noms botaniques de la taxonomie de Tyōzaburō Tanaka, souvent appelée système de Tanaka, en donnant à chaque cultivar un nom distinct, qu'il soit pur ou hybride de deux ou plusieurs espèces ou variétés. Alors qu'ailleurs, il est plus courant de classer le genre des agrumes en espèces, puis en variétés, et enfin en cultivars ou hybrides. Un tel système a été créé par Walter Tennyson Swingle de Floride et est appelé système Swingle,. Les différentes approches des deux systèmes conduisent à des taxons partiellement imbriqués ou se chevauchant, par exemple, Citrus unshiu et Citrus tangerina (Tanaka) contre Citrus reticulata (Swingle). De même, les termes communs, comme mikan, ne s'alignent pas toujours sur ces groupes taxonomiques.

### Classement usuel au Japon

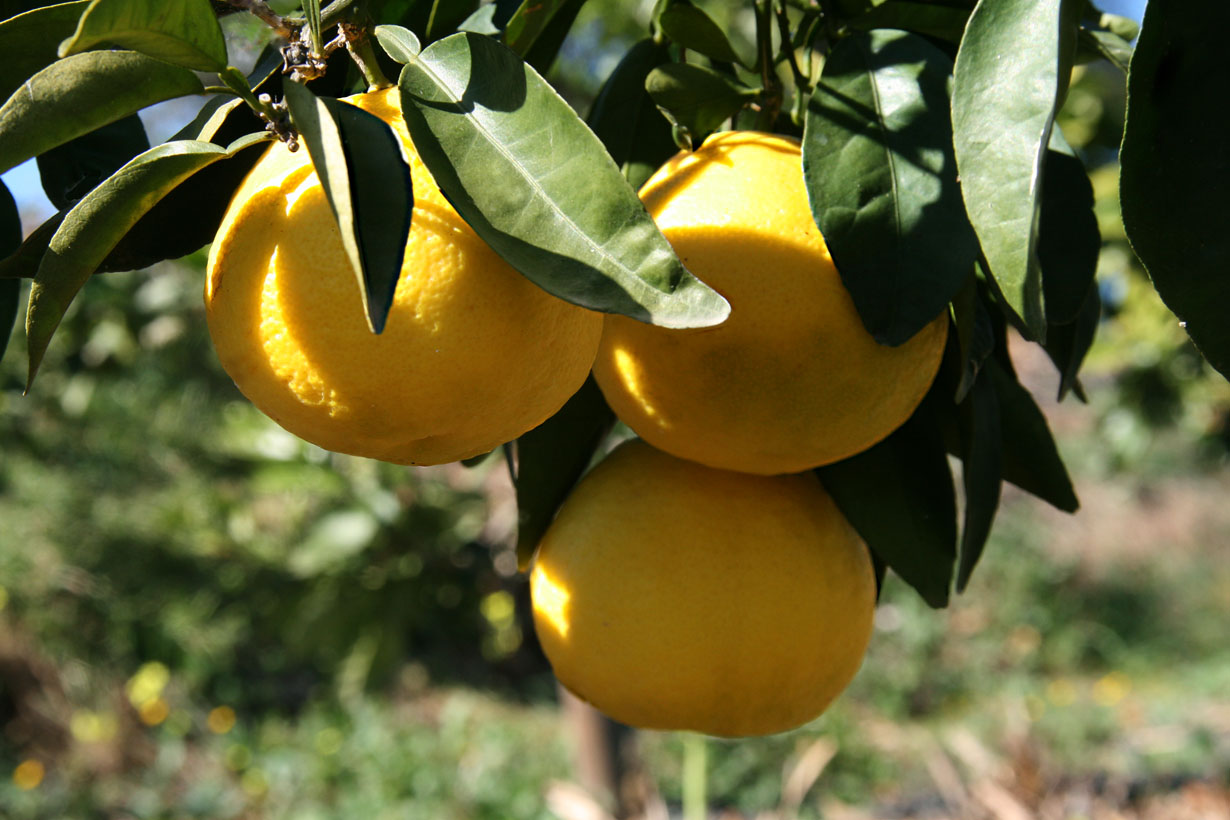
Konatsu, agrume tardif dont on mange l'albedo (blanc spongieux) avec la pulpe

L'Encyclopédie illustrée des fruits (2016), qui décrit les fruits consommés au Japon classe les agrumes en 10 catégories. Ce classement permet de comprendre le référentiel utilisé communément pour les distinguer, à ceci près que les agrumes d'Okinawa sont peu présents ni connus au nord du pays:
1/ みかん (mikan) les mandarines satsuma, (Unshu mikan, orange Wenzhou car le fruit provient de cette région chinoise, croisement entre la mandarine kishū et le kunenbo) ensemble de fruits les plus produits au sud du Japon. L'apogée de la production est 1992 avec 240 000 t. Elle s'est effondrée par la suite (47 000 t en 2013) au profit des agrumes de nouvelle génération. Nombreux cultivars dans cette catégorie et des variantes, les ponkan, hayata, natsumi, etc. Il existe au sud du pays des mini mikan, petites mandarines souvent bien sucrées, les 小みかん, 小蜜柑 (komikan) komikan dont la célèbre 桜島小みかん (Sakarajima komikan) cultivée dans l'extrême sud à Sakurajima. Shimizu et al. (2016) ont montré que Yatsushiro (C. yatsushiro hort ex. Tanaka - 1927) est un frère de satsuma avec les mêmes géniteurs. La culture de Yatsushiro au Japon et en Californie a été abandonnée pour manque de qualité commerciale du fruit.

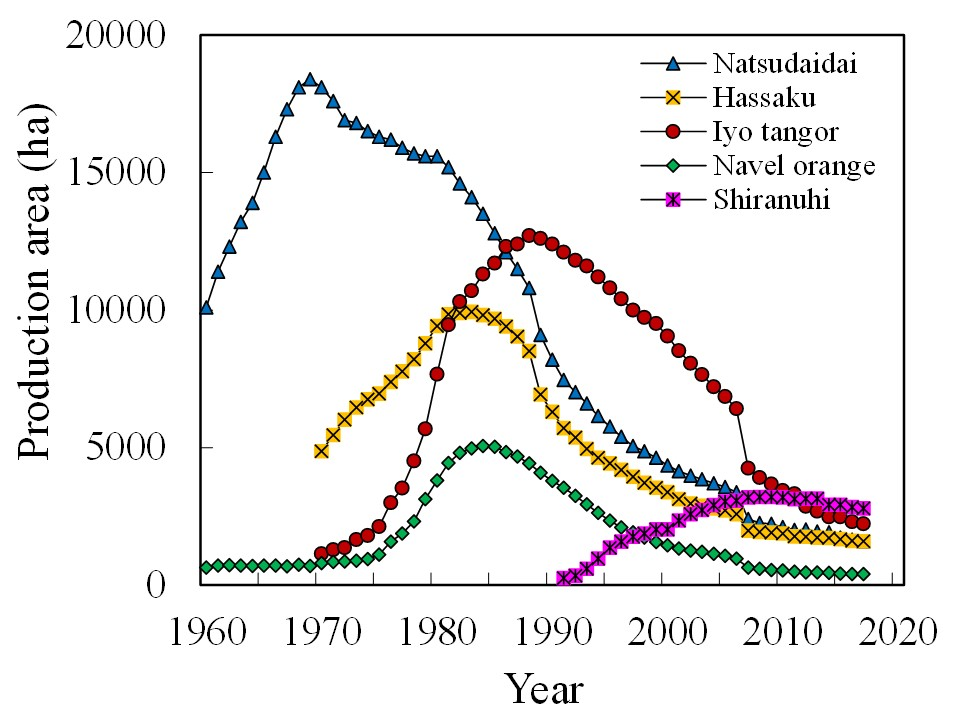
Évolution de la surface cultivée pour divers agrumes depuis 60 ans (2020) L'orange a disparu, hassaku et natsudaidai sombrent dans l'oubli, le dékopon fait une belle carrière et dépasse Iyokan très vendu dans le année 1990

2/ オレンジ (orenji) les oranges douces, C. sinensis, qui sont toutes des variétés méditerranéennes (certains fruits sont improprement nommés orange, comme l'orange de Mie),
3/ タンゴール (tangōru) les tangors, qui sont des hybridations principalement obtenues à Ehime et incluent quelques cultivars américains (Encore, Murcott) et un ensemble de fruits d'hiver très appréciés : shiranui (dékopon), iyokan, Kiyomi, Tankan, Kanpei, Harumi, Setoka, Beni Madona, Amanatsu, Hiyutaka...
4/ 文旦 (wéndàn), le plus souvent nommés ぶんたん (bùńtáń) ou ザボン (Zabon), ザンボア (Zanboa)  qui sont les pomelos (C. x maxima), spécialité de Kōchi : Tosa-buntan, Ootachibana, banpeiyu, Suishi buntan (cristal buntan), Hirado buntan, Béni-madoka,

5/ グレープフルーツ (gurēpufurūtsu) les grapefruits (C. paradisi) en français pamplemousse, qui sont des fruits américains (ruby-star, melogold) ou espagnols doux très appréciés localement (Oroblanco), 

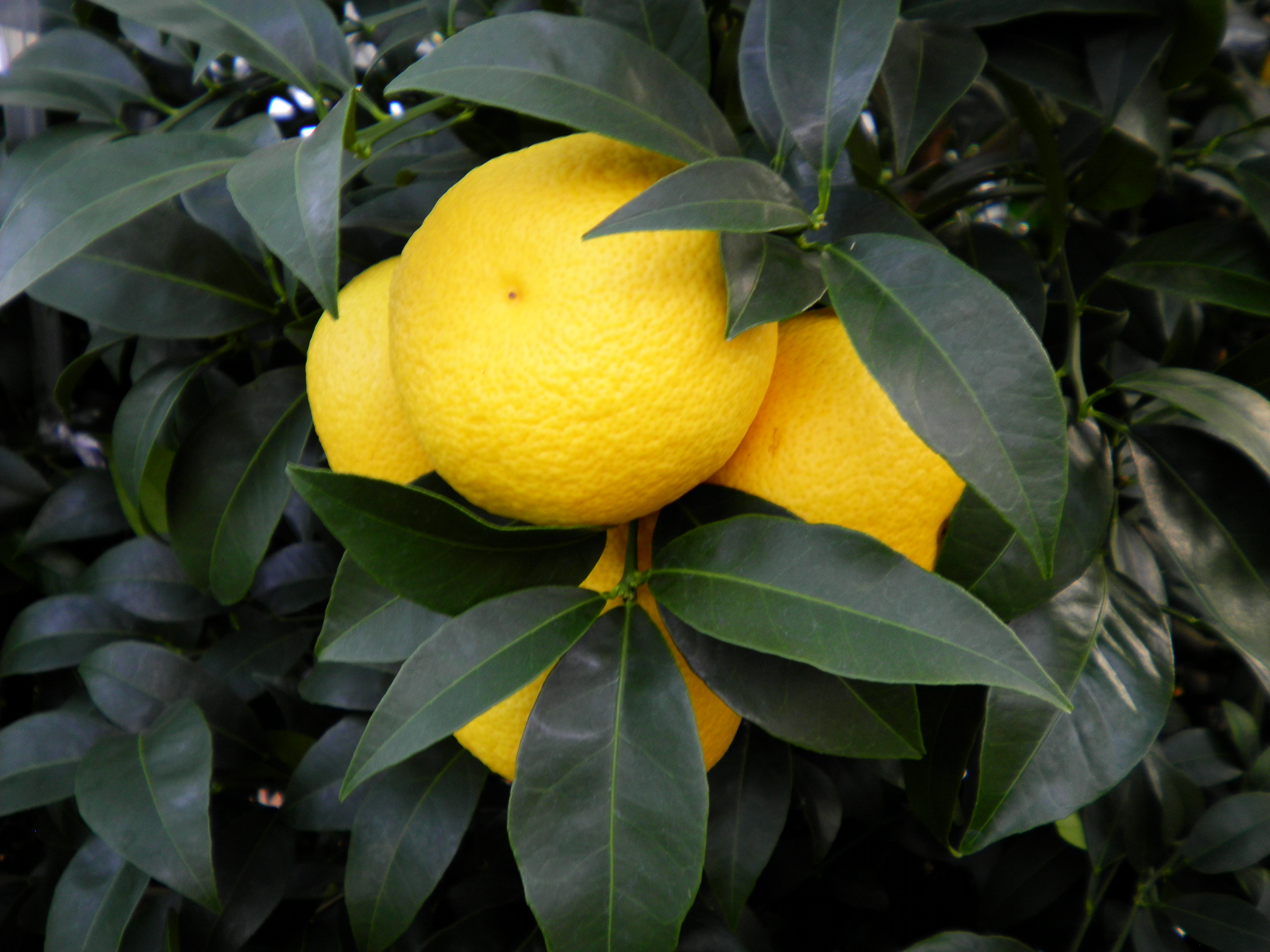
Un Shonan d'or.

6/ タンゼロ (tanzero) les tangelos, encore les fruits américains : Seminole, Minneola, Cocktail - en réalité un grapefruit - Sazaniero,
7 /雑柑 (zakkan) 雑柑の種類 (雑柑の種類) de ざっかん (Zakkan) groupe hétérogène de fruits souvent tardifs et typiquement japonais, Natsudaïdaï, natsumikan, amanatsu (divers fruits sont connus sous ces mêmes noms) - Beniamanatsu, Hatsusaku = Hassaku, Kawachi bankan, Hyuganatsu, Haruka, Imenotsuki, Oogonkan, Shonan d'or, Sanbokan = Sanboukan bankan, Imenatsu, Yuge isago...
8/ レモン (remon) citrons qui comprennent certains acides dont les limes de Perse C. latifolia,
9/ 香酸柑橘 (こうさんかんきつ) (kōsankankitsu) seconde population d'acides locaux de jours longs ou d'automne, les agrumes acides parfumés qui comprennent les limes acides C. aurantiifolia: yuzu, kabosu, sudachi, hébesu, shikuwasa, niihime, Nagato yuzukichi (Yamaguchi), Hetsuka daïdaï.
10/ きんかん (kinkan) les kumquats qui se divisent en kumquat rond et kumquat long.

## Importance économique
Le Japon était en 2007 le 11e producteur mondial d'agrumes derrière le Maroc, sa production décline régulièrement, il est encore un producteur significatifs de mandarines et hybrides (746 000 t, 5e mondial derrière le Maroc 1 375 000 t) mais a rétrogradé au 29e rang mondial du classement global, derrière le Ghana avec 768 000 t. Il n'existe pas de grande culture d'agrumes au Japon mais une culture jardinée de spécialités. Les huiles essentielles d'agrumes japonais (dont la production est marginale) sont étudiées dans le livre de Masayoshi Sawamura Citrus Essential Oils: Flavor and Fragrance (2011).
En 2018, les mikan Unshu (148 variétés recensées) représentent 65,7 % de la production, le tangor Shiranui 4,5 %, le yuzu 3,7 %, Iyokan 3,5 % et 2,7 % pour Ponkan.

## Agrumes japonais communs
| nom                                    | Image | nom binomial                                         | Notes |
| -------------------------------------- | ----- | ---------------------------------------------------- | --- |
| Banpeiyu (pomelo cultivar)             |       | Citrus maxima                                        | Proviendrait de Taiwan (Pai You en chinois local) il produit des fruits énormes, un d'entre eux est inscrit au livre des records Guinness avec 5,38 kg.              |
| Daidai                                 |       | Citrus × daidai                                      | Variant asiatique du bigaradier, floraison agréablement parfumée, fruits utilisés dans les décorations du nouvel an (Mochi kagami), dans les ponzu, etc.             |
| Dekopon                                |       | Citrus unshiu x sinensis x C. poonensis              | Tangor obtenu à Minamishimabara en 1972, qui doit à ses multiples qualités d'être devenu l'agrume le plus cultivé au Japon depuis 2015.                              |
| Hassaku                                |       | Citrus x hassaku                                     | Hybride de pamplemoussier (C. maxima) et le mandarinier Kunenbo (C. nobilis) apprécié pour la fraicheur de son jus.                                                  |
| Hirado buntan                          |       | Citrus maxima cv Hirado                              | Nommé et introduit à Nagasaki en 1910, puis développé en Floride. |
| Citrus iyo ou iyokan                   |       | Citrus x iyo                                         | Isolée en 1890, cette famille de tangor comprend divers cultivars, elle a été l'agrume le plus cultivé de 1970 à 2012 après les mikan. Le jus est toujours apprécié. |
| Kabuchi                                |       | Citrus keraji var. kabuchii hort                     | Ce fruit d'Okinawa est un peu plus gros et plus tardif (octobre) que Shikuwasa, il est lui aussi utilisé pour son jus.                                               |
| Kanpei                                 |       | Citrus ×tangerina × Citrus sinensis                  | Tangor obtenu et enregistré (en 2007) à Ehimé, cultivé également en Chine et en Corée.                                                                               |
| Kawachi bankan (parfois Mishokan)      |       | Citrus kawachiensis                                  | Gros agrume tardif, possible hybride soit d'Ujukitsu soit de Yuge hyoukan.                                                                                           |
| Kiyomi                                 |       | Citrus reticulata x Citrus sinensis var.Trovita      | Tangor historique qui servit de géniteurs à de nombreuses obtentions actuelles.                                                                                      |
| Kishu Mikan, Kinokuni                  |       | C. kinokuni hort. ex Tanaka                          | Petite mandarine dont il existe un cultivar (Mukakukishu) asperme |
| Fortunella japonica, Kumquat rond      |       | Fortunella japonica                                  | Kumquat marumi à fruits ronds |
| Fortunella margarita, Kumquat ovale    |       | Fortunella margarita                                 | Kumquat nagami à fruits longs |
| Kumquat Hybrides: Yuzuquat, Orangequat |       | x Fortunella                                         | Orangequat est un hybride de Satsuma x kumquat, Yuzuquat de Yuzu × Fortunella margarita                                                                              |
| Mandarine satsuma ou Mikan             |       | Citrus reticulata subsp. unshiu                      | Groupe de mandarine japonaise comprenant de nombreux cultivars |
| Natsumikan                             |       | Citrus x natsudaidai                                 | Population d'agrumes connues sous divers noms notamment Amanatsu ou Natsudaïdaï                                                                                      |
| Komikan                                |       | Citrus x reticulata cultivar Komikan Sakurajima      | Serait la plus petite mandarine au monde, d'origine coréenne, elle est cultivée à Sakurajima.                                                                        |
| Ponkan                                 |       | Citrus poonensis                                     | Mandarine chinoise diffusée au Japon, facile à peler, belle couleur oranger                                                                                          |
| Setoka                                 |       | x tangor                                             | Double hybrides de Murcott × Kuchinotsu #37 (= Kiyomi xc Encore). |
| Tachibana                              |       | Citrus tachibana ou Citrus reticulata var. tachibana | Petite mandarine d'origine chinoise (proche de Komikan) |
| Tankan                                 |       | Citrus tankan C. reticulata x C. sinensis            | Tangor hybride de ponkan et d'orange navel |
| Yuge hyoukan                           |       | Citrus ampullacea                                    | Gros fruit tardif cultivé sur l'île d'Iwagi |

,,,,

## Agrumes japonais acides
| nom              | Image | nom binomial                                                                  | Notes |
| ---------------- | ----- | ----------------------------------------------------------------------------- | --- |
| Aomikan          |       | Citrus reticulata subsp. unshiu                                               | Mandarine satsuma récoltée verte mais à pulpe déjà oranger, le jus est acidulé, non sucré                                                                       |
| Daïdaï d'Hetsuka |       | Citrus × daidai                                                               | Comparé à la lime, se récolte vert pour le jus. |
| Hebesu           |       | Citrus heibei                                                                 | Petit fruit acide découvert localement en 1845 évoquant le sudachi cultivé dans la Préfecture de Miyazaki.                                                      |
| Jabara           |       | Citrus junos x Citrus nobilis                                                 | Hybridation entre un yuzu et un kunenbo. Spécialité de Wakayama.                                                                                                |
| Jabon ou Zabon   |       | C. maxima x C. junos                                                          | ジャボン, hybride yuzu-pamplemoussier. Spécialité d'Akitsu, Higashi Hiroshima. Pulpe aigre.                                                                     |
| Kabosu           |       | Citrus sphaerocarpa                                                           | Il aurait été importé de Chine à Oita au XVIIIe siècle, il produit en fin d'été un jus acide utilisé sur le poisson et dans les ponzu                           |
| Kizu             |       | Citrus kizu hort.ex Y. Tanaka                                                 | キズ (kizu) est une spécialité de Fukuoka et de Saga, ancêtre de l'hebesu (Citrus heibei)                                                                       |
| Niihime          |       | C. tachibana x C. depressa                                                    | Jus nettement acide, fruits produit à Kumano, préfecture de Mie.                                                                                                |
| Oto (agrume)     |       | Citrus oto hort. ex Yu. Tanaka                                                | Petites mandarines sauvages ou cultivées des iles Ryūkyū avec Tarugayo en voie de disparition.                                                                  |
| Shīikuu          |       | Citrus sp.                                                                    | シークー Shiikuu (Citrus sp.) est cultivé sur l'île de Kikai, dans les îles Amami. La peau aurait un arôme de Bergamote (C. bergamia)                           |
| Shīkuwāsā        |       | Citrus depressa Sunki unshiu x Twukkuni (C. nobilis Lour. var. kunep. Tanaka) | Petit agrume d'été consommé à Okinawa vert et virant pour son jus acidulé, multiples variantes locales                                                          |
| Sudachi          |       | Citrus sudachi                                                                | Petit agrume d'été consommé vert pour son jus acide ou coupé en tranche, aromatique relativement riche en sucre                                                 |
| Tachibana        |       | Citrus tachibana ou Citrus reticulata var. tachibana                          | Petite mandarine d'origine chinoise (proche de Komikan), spécialité de Shizuoka.                                                                                |
| Yukou            |       | Citrus yuko                                                                   | hybride de doux de kishumikan et d'orange tachibana, rareté, spécialité de Tochigi.                                                                             |
| Yuzu             |       | Citrus junos                                                                  | Fruit d'origine chinoise cultivé à grande échelle au Japon où il se consomme vert pendant les jours court, et jaune en octobre novembre. Arome caractéristique. |

### Les Zakkan
Les ざっかん / 雑柑 (Zakkan) sont un grade (groupe phylogénétique) qui rassemble des agrumes de pleine saison et tardifs typiquement japonais. On leur attribue un ancêtre commun légendaire qui serait un semis heureux dans la jardin de Cho Nishimoto (vers 1700) plus tard introduit à Hagi.
| nom         | Image | nom binomial                         | Notes |
| ----------- | ----- | ------------------------------------ | --- |
| Haruka      |       | Citrus tamurana x Citrus natsudaidai | serait un semis heureux de Hyuganatsu découvert en 1980, fruit doux destiné au jus                                                                          |
| Hyuganatsu  |       | Citrus tamurana                      | Population d'agrumes issue d'un type Hyuganatsu dont les représentants les plus communs sont Konatsu, Tosakonatsu, Nyū samāorenji ou Nouvelle orange d'été. |
| Ōgonkan     |       | Citrus flaviculpus                   | Petit fruit sucré de la préfecture de Kagoshima également connu comme Ki-mikan.                                                                             |
| Sambokan    |       | Citrus sulcata                       | Gros fruit doux hybride des mandarines japonaises Kaikoukan (C. truncata) et Kishu mikan (C. kinokuni).                                                     |
| Shōnan d'or |       | Citrus flaviculpus var Shonan gold   | Amélioration d'Ōgonkan obtenue et cultivée dans la préfecture de Kanagawa.                                                                                  |

### Obtentions japonaises postérieures à 1949 (nouvelles générations d'agrumes)

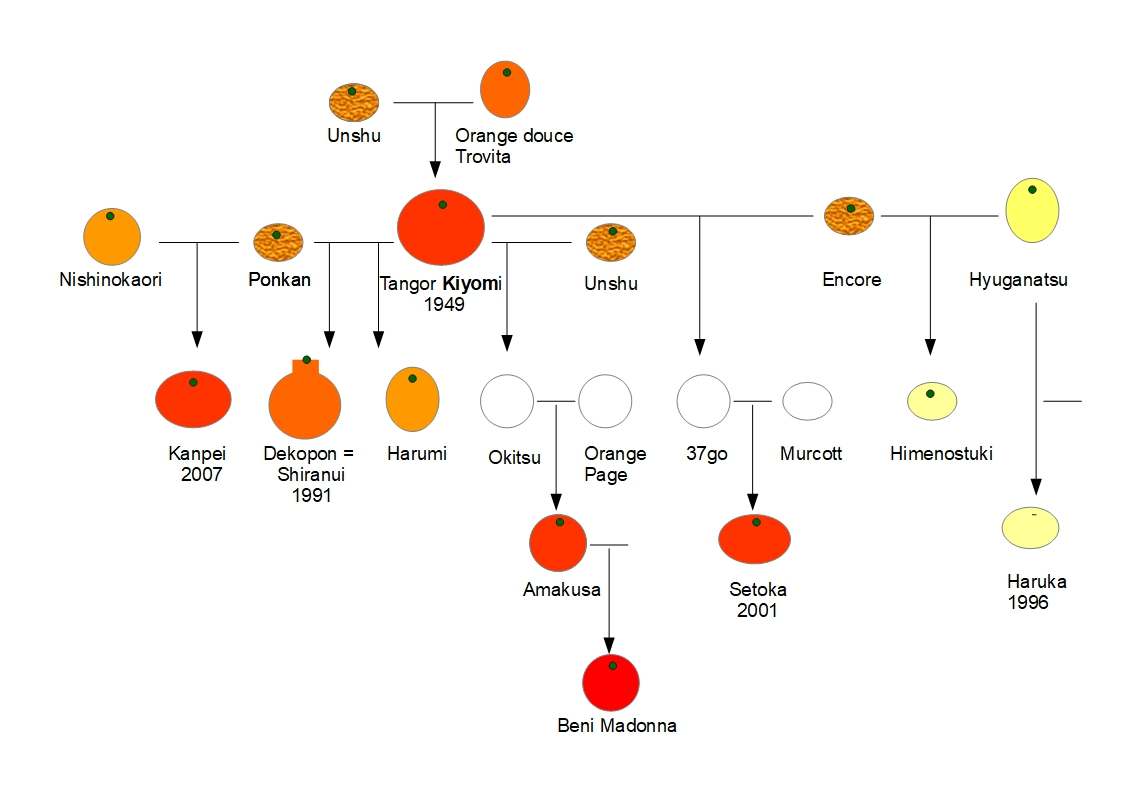
obtention contemporaine d'agrumes japonais

Liste ou communiqués du NARO. Les variétés japonaises sont protégées depuis 1978, le Japon a adhéré à la Convention UPOV de 1978 en 1982. En 2005, les droits des obtenteurs sont protégés pendant 30 ans pour les plantes ligneuses. Depuis le 1er avril 2020 les sanctions sont renforcées et il existe maintenant une politique de poursuite des cultivars protégés hors du Japon avec subvention pour les enregistrements à l'étranger. Il reste que l'attitude du Japon est de réserver les obtentions japonaises aux Japonais[réf. à confirmer] en conséquence beaucoup de ces fruits sont cultivés en Chine sous des noms chinois. En 2024, une licence a été signée entre Citrus Kingdom Ehime et les États-Unis pour y introduire et y produire moyennant redevance des obtentions non protégées et non cultivées au Japon (agrumes fantômes d'Ehime) les meilleurs (Beni Madonna, Kanpei) restent réservés au Japon.
- Kiyomi (1979),
- Dekopon (1972 première culture) ou Shiranui, variété non enregistrée,
- Buntans libres de droit développés avant 1990: Lerōpomero, pomelo jaune (Hassaku x Hirado Buntan), Meipomero (Hassaku x Hirado Buntan)
- 早香(はやか) Hayaka (Imamura unshiu x Nakano no.3 ponkan) (1990, libre de droit depuis 2008) petite mikan (150 g) facile à peler[35],
- 紅まどか Benimadoka (Mato buntan x Hirado buntan) (1993, libre de droit depuis 2011), buntan de janvier avec peu de graines[36].
- 天草 Amakusa ((Kiyomi x Okitsu) x Page) (1995 libre de droit)[37],
- あまか Amaka (Kiyomi x Encore), (1996?),
- Setokaはるみ Harumi (Kiyomi x Ponkan F-2432) fruit sucré maturité janvier[38](1999, libre de droit)[39],

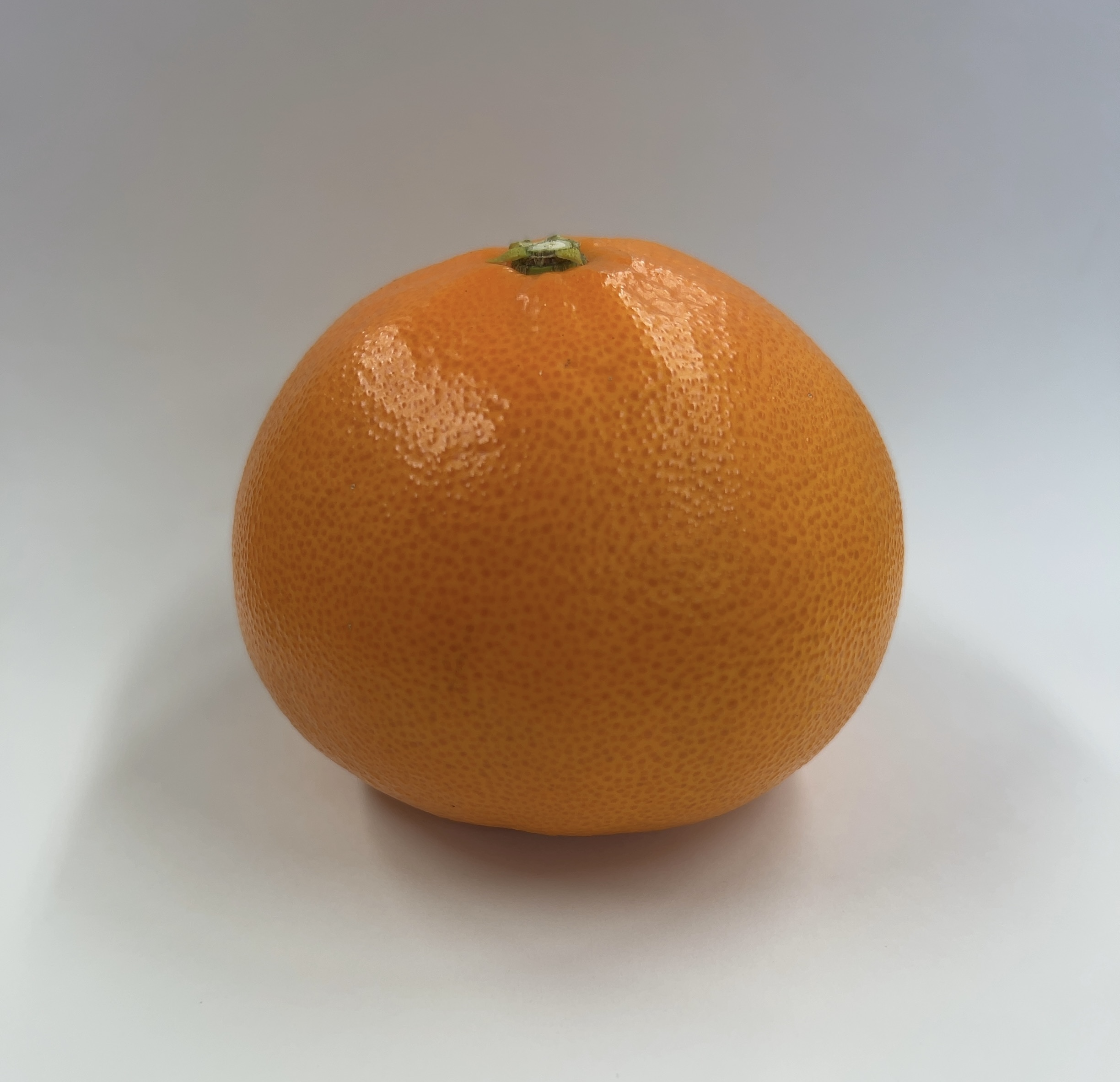
Setoka

- せとか Setoka (Murcott x Encore x Kiomy) gros fruits de 200 à 280 g, facile à peler mais peau très fine qui peut se manger[40], maturité février, Brix 13%, très peu de graines, arbre épineux (enregistré en 2001, libre de droit en 2026)[41],
- ホワイトラブ (Howaitorabu) amour blanc, agrume décoratif obtenue par hybridation somatique à partir d'un sudachi (2001-2026)[42],
- ショウナンゴールド / 湘南ゴールド (Shōnan gōrudo) Shonan d'or déposé en 2003 libre de droit en 2033.
- せとみ Setomi ( Yoshiura ponkan x Kiyomi) (isolé en 1993, enregistré en 2004) - Yumehoppe est la marque déposée la même année associée pour les fruits de >Brix 13.5°. Ce fruit de Yamaguchi a été pensé comme un post dékopon (disponible en mars à mi-avril) avec une texture et une facilité à manger comparables[43]. L'huile essentielle de ce fruit a donné lieu à une comparaison avec les huiles essentielles des deux parents (2010), l'analyse en composantes principales des données d'un nez électronique montre que la composition et les arômes du Setomi sont différentes et originales par rapport aux cultivars parents[44]. Il est cultivé en Chine sous le nom de 濑户见 (Lài hù jiàn)[45].
- 西南のひかり Seinan-no-hikari No.21 ((Encore x Okitsu) x Haruka)) fruit précoce qui mûrit à la mi-décembre (2009-2039)[46]
- はれひめ Harehime, obtention d'Okitsu ((Kiyomi x Osceola) x Miyagawa)) (2004, libre de droit en 2029)[47],
- 麗紅 Reikō (Kiyomi x Encore) x Murcott) (2005 libre de droit en 2035)[48],
- たまみ Tamami (Kiyomi x Willking) quelques graines (sélectionné en 1980, enregistré en 2006 protégé jusqu'à 2036)[49],
- べにばえ Benibae (Hayashi unshiu x Encore)[50] et Haruhi (2006),
- Kanpei甘平 Kanpei magnifique tangor (1991, enregistré en 2007, cultivé en Chine depuis 2016),

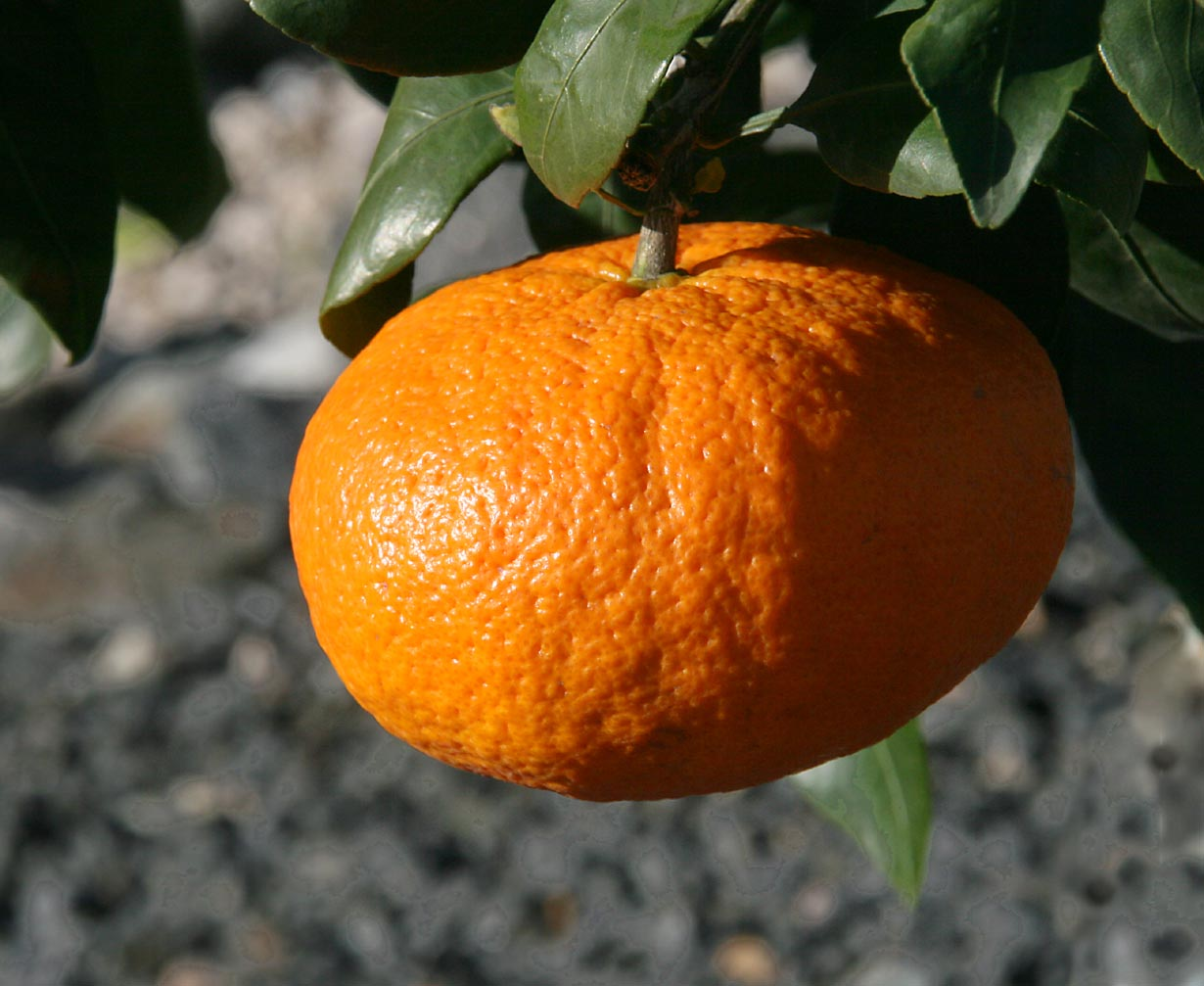
Kanpei

- キツ口之津41号 Kuchinosucho n° 41 (2008), Hyuganatsu tétraploide pour la pollinisation des agrumes[51],
- 津之輝 Tsunokagayaki N°.14 ((Kiyomi x Okitsu) x Encore)), obtentions de Shizuoka, fruit de 180 g, 13 ° Brix. gout distinctif (2009)[52],
- あすみ Asumi (Okitsu n° 46 x Harumi) fruit de 150 à 170 g extrêmement sucré (15 à 16 ° Brix) quelques pépins (2014-2044)[53], divers cultivars obtenus à partir de semis dont あすき (asuki) sont commercialisés actuellement[54] caractérisés par leur douceur (17 ° Brix)[55].
- みはや Mihaya (ozomi Tsuno x (Kiyomi x Iyokan)) mikan de  190 g, sucré, facile à éplucher, peau mince (2014-2044)[56],
- 璃の香(りのか) Rinoka (Citron de Lisbonne x Hyuganatsu) ce curieux hybride de 200 g est sucré (9 ° Brix) et un peu acide, quelques pépins (2015-2045),
- 阿波すずか Awa Suzuka (yuzu x sudachi) obtention à Tokushima enregistrée en 2017. récolte en décembre, bonne conservation)[57].
- Asuki (2019) croisement entre Okitsu No. 46 (Sweet Spring × orange douce 'Trovita') et Harumi réalisé en 1992. Le fruit de 180 g extrêmement sucré (15 ° Brix)[58].

### Appartenant à l'espèceC. maximaet ses hybrides (en japonais:buntan)
- Zabon[59], nom générique de l'arabe médiéval زنبوع (zanbû‘)[60] venu par le portugais[61] ,
- Tosa Bundan, Hirado Buntan (aromatique utilisé dans le gin[62]), Buntan Egami, Buntan Cristal ou Suisho)[63],[64],[65],
- Banpeiyu[66],
- 内紫 / ウチムラサキ (Uchimurasaki) ou intérieur violet. Masayuki Kita (2010) dans son Exploration des ressources génétiques d'agrumes sur l'île Hachijo décrit 5 vieux arbres d'Uchimurasaki dans la région d'Ogago ( 大賀郷) et donne une photographie avec la pulpe jaune du fruit bordée de pourpre[67]. Cultivé à Kōchi[68].
- Kawachi bankan (Mishokan),

- Le Kinkouji キンコウジ est un hybride de buntan a qui on a donné un nom d'espèce: C. obovoidea hort. ex Ik.Takah.

### Agrumes spécifiques de l'archipel Okinawa
Ces iles abritent des isolats de populations d'agrumes primitifs qui ont évolué en suivant des processus de spéciation aboutissant à une forte diversité génétique. Les principaux groupes de cultivars fréquemment mentionnées sont:
- (Citrus depressa) Shikuwasa ou shikwasa, dont Kugani (sélections cultivées avec pour principaux cultivars 'Ogimi', 'Izumi', 'Katsuyama' et 'Kaaachi'), Issiknib (plante sauvage à fructification tardive),
- Kabuchi (C. keraji var. kabuchii hort.),
- Kunembo (C. nobilis Lour.),
- Makunin, Masakunin, Tinazekunin, Natsukunin, Tunugekunin, Tokunin, Yamakunm
- Oto (C. oto hort. ex Yu. Tanaka)
- Shikikitsu (C. madurensis Lour.)
- Shimadaidai, Daidai d'Hetsuka
- Kurushima, Nisimima, Siikunebu, Tokuda,
- Ishikata,
- Rokugatsumikan (C. rokugatsu hort. ex Yu. Tanaka),
- Tankan (C. tankan Hayata),
- Tanibutā (Citrus ryukyuensis),
- Tarogayo, Talgayo, Eunju (C. tarogayo hort. ex Yu. Tanaka), タロガヨTargayo ou Marsaknibu cultivé à Motobu, le village d'Ogimi, la ville de Nago[70].
- Tachibana (C. tachibana Makino).

Une partie de ces agrumes sont appelés kōsan kankitsu (香酸かんきつ, « agrumes aigres »), soit 67 variétés acides, ils sont utilisés pour le jus où le zeste. Ils sont notamment utilisés pour faire la sauce ponzu.

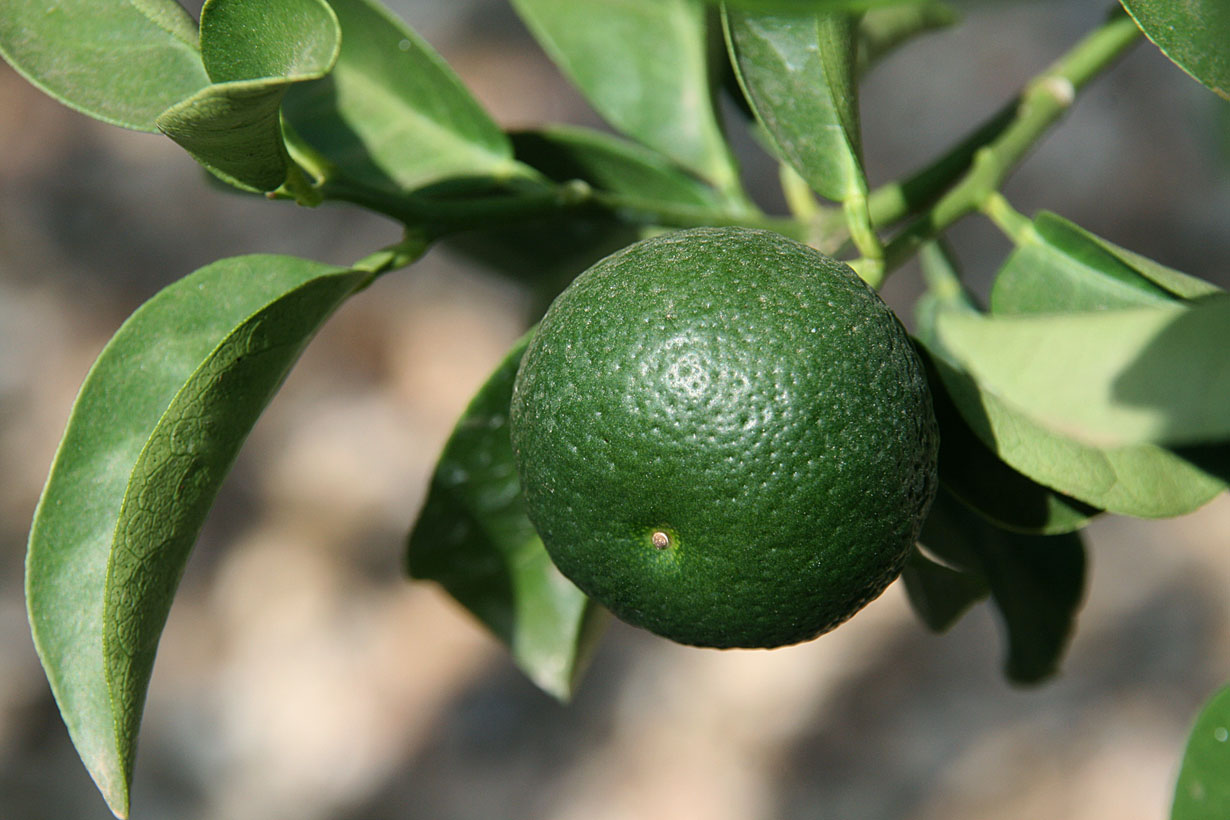
Kapuchi vert

L'analyse des phénotypes et des séquences polymorphes amplifiées a montré qu'il existe une population à faible diversité intraspécifique de Kunenbo (Citrus nobilis), Kabuchii ( C. keraji ), Oto ( C. oto ), Tarogayo ( C. tarogayo ) et Shiikuu ( C. sp.) les fruits sont proches à quelques faibles différences près (surface du fruit, acidité titrable). Une phylogénie a été établie (2021):
- Kunenbo x Shiikuwasha donnent Kabuchi, Oto et Turogayo,
- Kunenbo x Kabuchi donnent Keraji (C. keraji ),
- Shikuwasa et bigarade (C. aurantium) donnent Rokugatsumikan (C. rokugatsu ) et Shikuu[72].

### Généalogie des agrumes des îlesRyūkyūsur base génétique

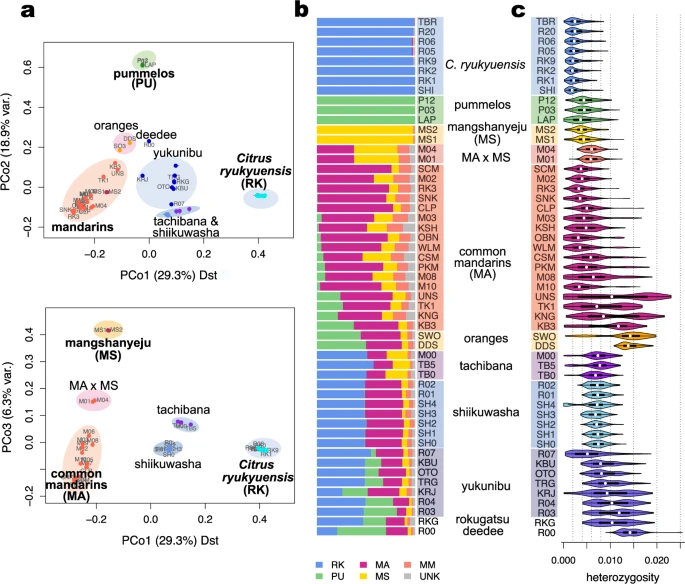
Combinaison des populations primitives d'agrumes dans la région des iles Ryukyu, à partir de C. ryukyuensis, C. maxima et du clade de mandarine mangshanyeju (Wu, Sugimot et al. 2021)

Les travaux d'une équipe internationale de généticiens (2021) ont permis d'élucider les origines des nombreux agrumes sauvages et cultivés et spécialement toutes ces petites mandarines (C. tachibana, shiikuwasa, etc.) des iles Ryūkyū et de leur périphérie jusqu'à Kyūshū. Les auteurs ont isolé une espèce nouvelle : Citrus ryukyuensis sp. nov. population spécifique originaire et toujours présente aux Ryūkyū qui se reproduit sexuellement sans mélange (graines monoembryonnées) qui a divergé des mandarines asiatiques au début du Pleistocène. C. ryukyuensis est apparenté mais génétiquement distinct de C. tachibana et du shiikuwasa (qui produisent des graines polyembryonnées).
Cet agrume des Ryūkyū est à l'origine par combinaison avec le pamplemoussier C. maxima et une sous-espèce de mandarine sauvage chinoise connue sous le nom de mangshanyeju (mandarine sauvage «ju» de la région de Mangshan, montagnes de Nanling) des divers agrumes décrits dans la région: C. tachibana, C. depressa, yukunibu (C. nobilis var kunenbo indochinois est le géniteur du groupe yukunibu), et deedee (qui se rapproche des oranges).
Les yukunibu (agrumes acides dans la langue d'Okinawa) qui comprennent 3 accessions cultivées (oto, kabuchi et turogayo) sont plus récents que les nombreux shikuwasa et les tachibana. Ishikata, Shima-kabuchi deux populations proches, Rokugatsumikan (C. rokugatsu hort. ex Yu. Tanaka), Yukunibu et Unzoki eux deux également proches ont des phénotypes peu distincts de mini mandarines qui diffèrent du Shikuwasa par leur taille. Parmi la biodiversité des agrumes d'Okinawa on cite encore Hanejimikan, Kafukuru ou Garagara, Tanibuta («grosses graines» en dialecte local), tous ces fruitiers vivent à l'état sauvage ou sauvage-cultivé.

### Agrumes de Kōchi
Kōchi est avec Ehimé un important centre de production d'agrumes, mais à la différence de Ehime spécialisé dans les tangors et les mikans on y trouve:

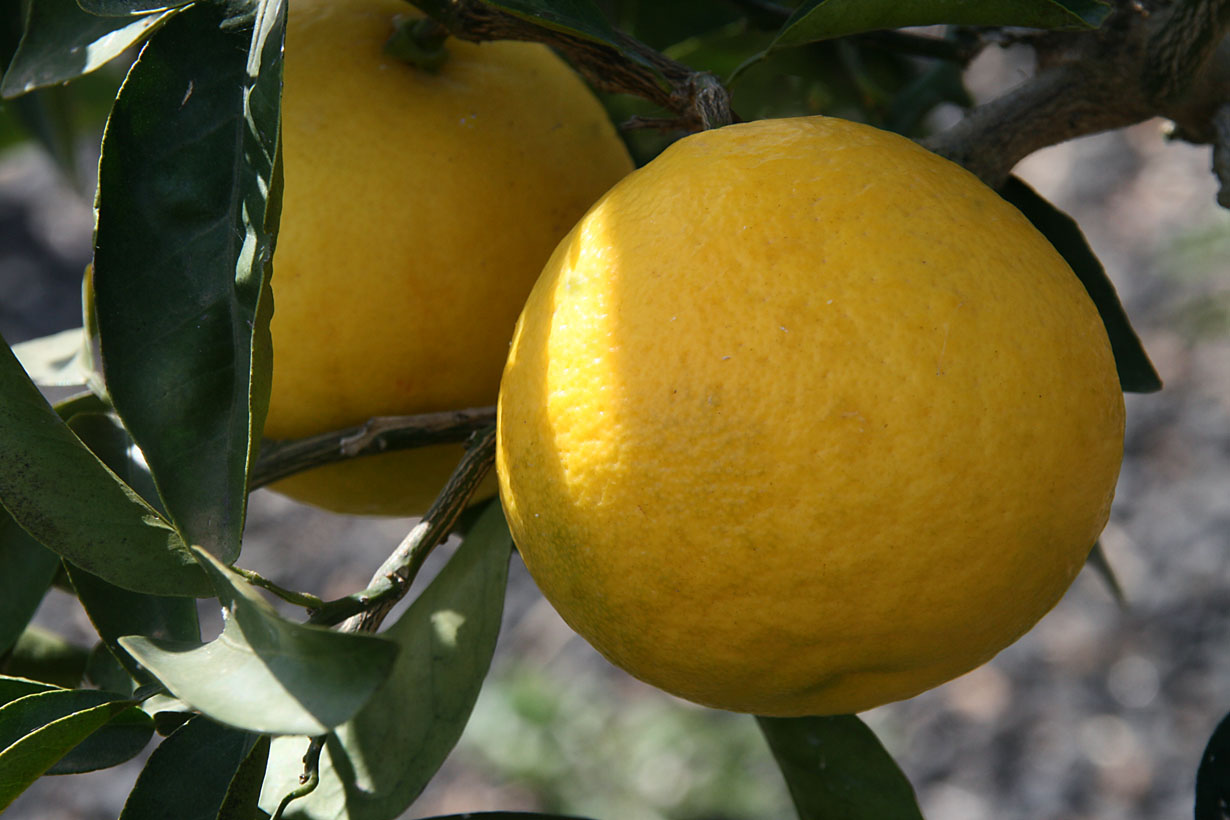
konatsu

- Tosa Buntan
- Buntan Cristal
- Konatsu
- Yuzu
- Naosichi
- Mochiyu

## Agrumes bénéficiant d'un label de qualité IGP
Les agrumes suivants bénéficient du label IGP (loi du 18 juin 2014 entrée en vigueur le 1er juin 2015) reconnu par l'Union Européenne:
- le kabosu d'Oita (大分かぼす (Ōita kabosu)) depuis le 26 mai 2017. Oïta produit 90% des kabosu japonais, ils sont récoltés verts à partir de fin aout [78],

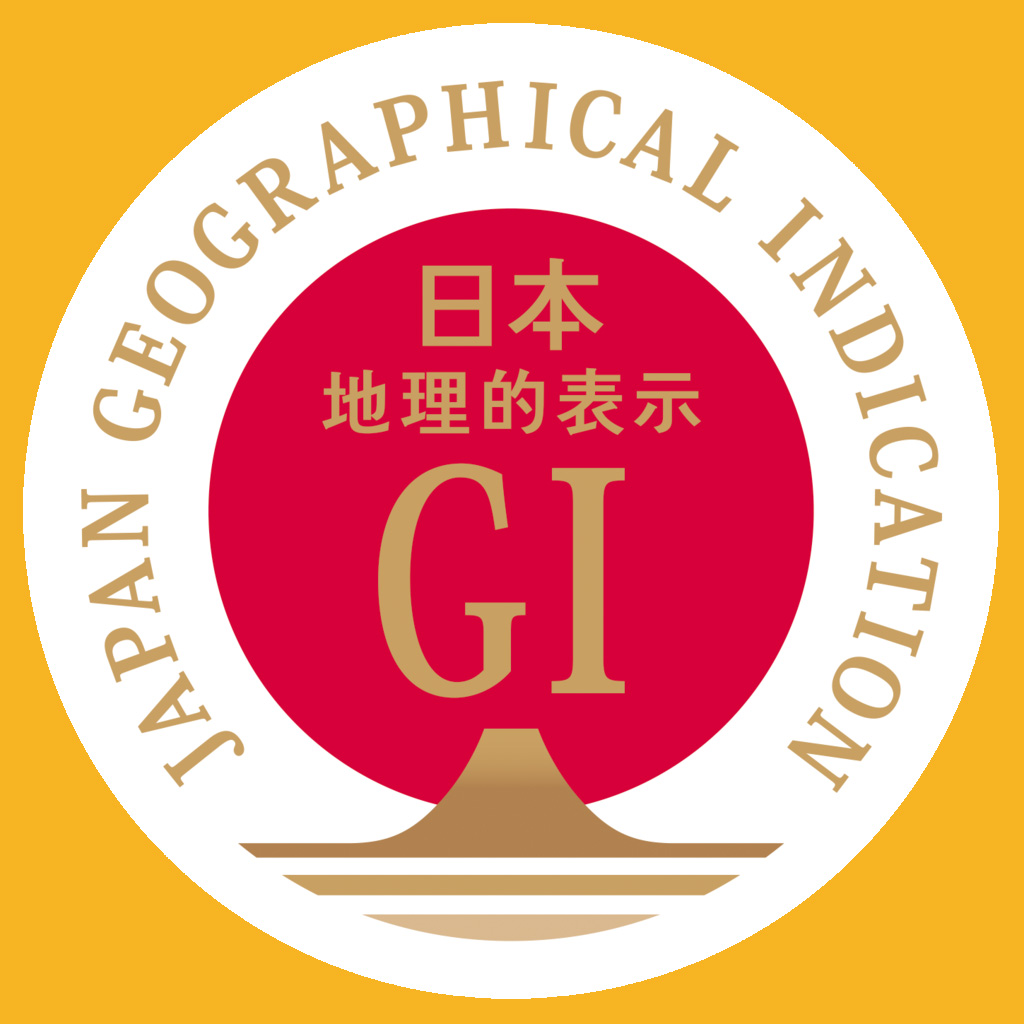
Logo des IGP japonaises

- Logo des IGP japonaisesYuzu Kito (木頭ゆず (Kitō yuzu)), Naka, Préfecture de Tokushima depuis le 15 septembre 2017. Yuzu d'altitude dans une région à forte amplitude thermique[79],
- Yuzu de Mononobe (物部ゆず (Monobe yuzu)) Kami, Préfecture de Kōchi, depuis le 29 juin 2020. Petite zone (145 ha) de production d'un yuzu principalement vendu et consommé en fruits frais[80].
- Sakurajima komikan 桜島小みかん (Sakurajimakomikan), Préfecture de Kagoshima depuis le 10 novembre 2017. Komikan cultivée dans la partie la plus méridionale du Japon avec un climat littoral. Très petite mandarine bonne et décorative[81],
- Mikan rouge Obarawase de Kagawa 香川小原紅早生みかん (Kagawa ohara beniwase mikan) depuis le 15 décembre 2017 (Préfecture de Kagawa). Cette mandarine satsuma bénéficie d'un climat relativement sec en été qui favorise la degré de sucre[82],
- Mikan Jutaro Nishiura  (西浦みかん寿太郎 (Nishiura mikan Jutarō)) Numazu, Préfecture de Shizuoka, depuis le 18 novembre 2020. Le cultivar de mandarine satsuma Jutaro est petit et tardif est cultivée sur les pentes exposées au sud de la péninsule d'Izu, en sol volcanique, c'est-à-dire très au nord pour les mikan[83].
- Daidai d'Hetsuka (辺塚だいだい (Hetsuka daidai)) du village d'Hetsuka, Préfecture de Kagoshima, depuis le 15 décembre 2017. Les daïdaï (Citrus x daidai) peuvent être comparés aux différentes bigarades méditerranéennes, le Hetsuka Daidai est à la fois un cultivar singulier et un climat, le jus du fruit vert est utilisé sur le poisson, il est équilibré et la saveur tend vers la lime[84],

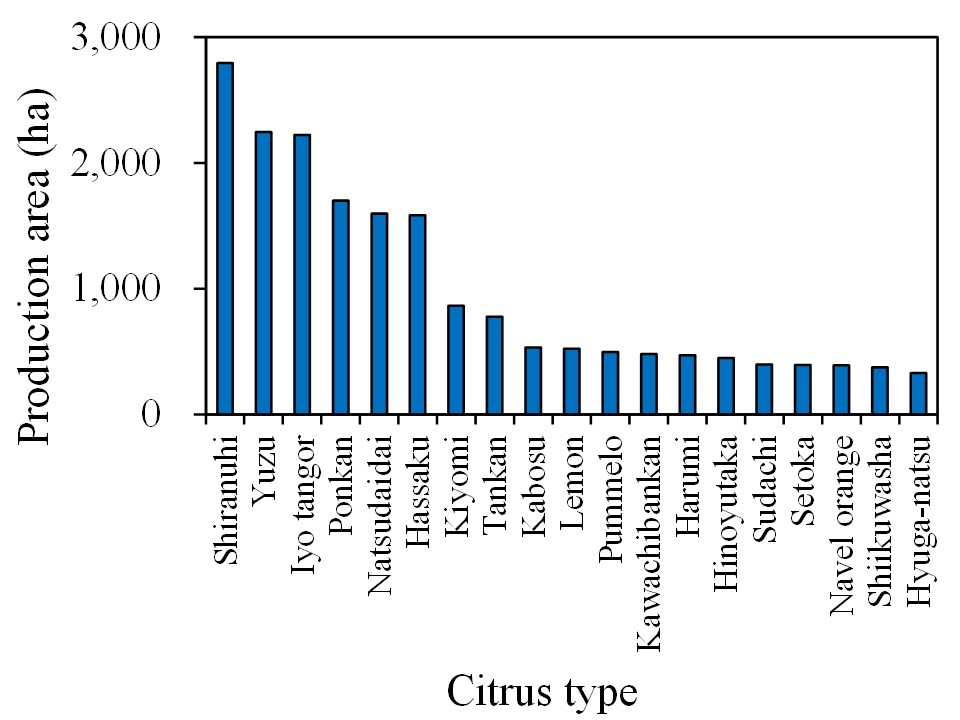
Surfaces cultivées par variété en 2017 : en tête le dekopon, suivi du yuzu, Iyokan, ponkan, natsudaidai et hassaku.

- Surfaces cultivées par variété en 2017 : en tête le dekopon, suivi du yuzu, Iyokan, ponkan, natsudaidai et hassaku.Tokusan banpeiyu de Yatsushiro (八代特産晩白柚 (Yashiro tokusan banpeiyu)) Yatsushiro et bourg de Hikawa, Préfecture de Kumamoto, depuis le 30 mars 2020. Gros banpeiyu jusqu'à 4 kg et d'au moins 15 cm de diamètre. Pulpe équilibrée acidulée. Janvier-février[85].
- Sudachi de Tokushima, Préfecture de Tokushima, n°129 depuis le 31 mars 2023.

## Généalogie des agrumes japonais sur base génétique

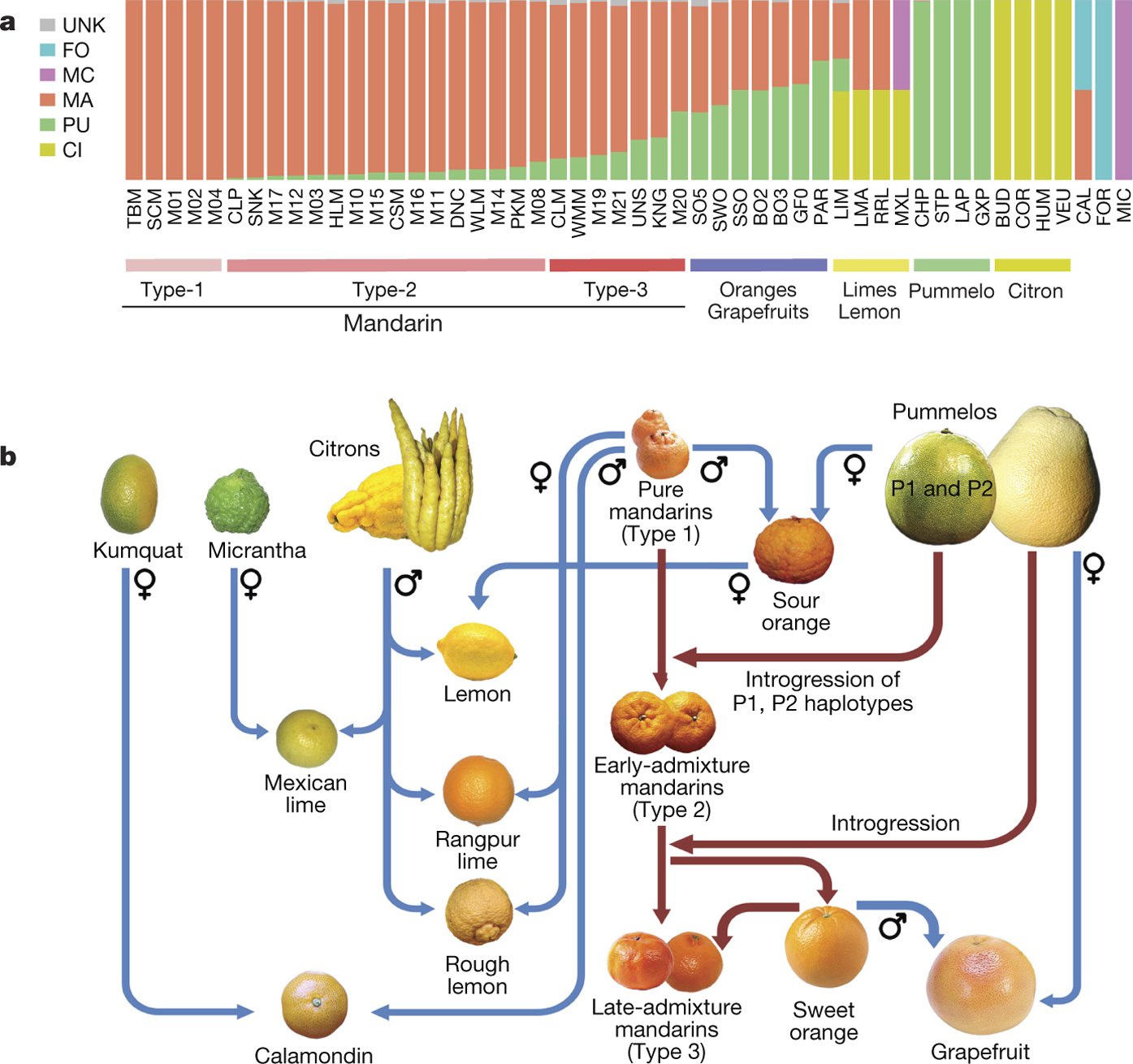
ce diagramme montre l'importance des mandarines et des pomelos, tous deux présents depuis longtemps au Japon, dans la phylogenèse des agrumes actuels

Les programmes de sélection initiés par les obtenteurs japonais sont doublés de nos jours par une analyse des génomes qui permet d'établir des généalogies des agrumes japonais ou réputés japonais. Elles permettent des inventaires autrefois difficiles. En 2016, Tokurou Shimizu et al. ont élucidé la filiation de 101 variétés d'agrumes japonais avec 123 marqueurs d'ADN. Le Nombre de marqueurs ADN mis à jour par les tests de partage d'allèles entre agrumes japonais est publié pour les 101 variétés de cette étude. Ils ont sélectionné 371 accessions d'agrumes dont 208 variétés indigènes dans les  collections de l'Institut des sciences des arbres fruitiers et du thé, NARO (NIFTS), Préfecture de Shizuoka. Ils ont retenu 66 cultivars classé "autres" (hors grandes catégories) et 75 hybrides. Ce travail montre la richesse de la biodiversité des agrumes cultivés et conservés au Japon dont la collection NARO ne possède qu'une partie limitée.
On peut en décrire quelques-uns :

### Hybrides de cultivars japonais
On rencontre souvent la mandarine Kunenbo 九年母 ou Tokunibu comme parent de nombreux hybrides japonais, elle est considérée comme un ancêtre des agrumes du Japon, elle provient du sud de l'Asie au XVe siècle et a été largement cultivée dans les Ile Ryukyu. Le parfum est réputé excellent. Ce nom recouvre 4 diverses mandarines qui sont
- Kunenbo A (C. nobilis Lour. var. kunep Tanaka) qui décline les variétés Bendiguangju nommé Honchi kokitsu, Kunenbo de Kagoshima, Kunenbo Kamikoshikijima, Tookunin, Twukunihu, Twuukuribu. Kunenbo A est le géniteur de Kaikoukan.
- Kunenbo B (C. nobilis Lour. var. kunep Tanaka), Twukkuni, et la mandarine King[12].

Les hybrides ウンゾキ Unzoki  ウンゾキ(Kunenbo-A x ?) et Yatsushiro (Kunenbo-A x Kishu) petit fruit de qualité médiocre comparée aux satsuma ne sont pas cité ci-dessous. En revanche, la mandarine hâtive Keraji (C. keraji hort ex. Tanaka) largement présente hors du Japon est un hybride de Kabuchi x Kunenbo-A.

#### Hybrides de pomelo
- アサヒカン (Asahikan) (C. asahikan Tanaka)[92], (pomelo Sp x Kunenbo-A) Asahikan a l'apparence d'un petit pomelo de couleur oranger, jus acidulé, il est décrit dans le tableau 5 p. 12 de la publication du Naro (2020) Accélérer le développement de nouvelles variétés par la recherche généalogique des agrumes[93]. Kinkouji (C. neo-aurantium) (pomelo Sp x Kunenbo-A) apparait au Japon en 1865, proche du précédant mais très doux et très juteux; saveur agréable[94].

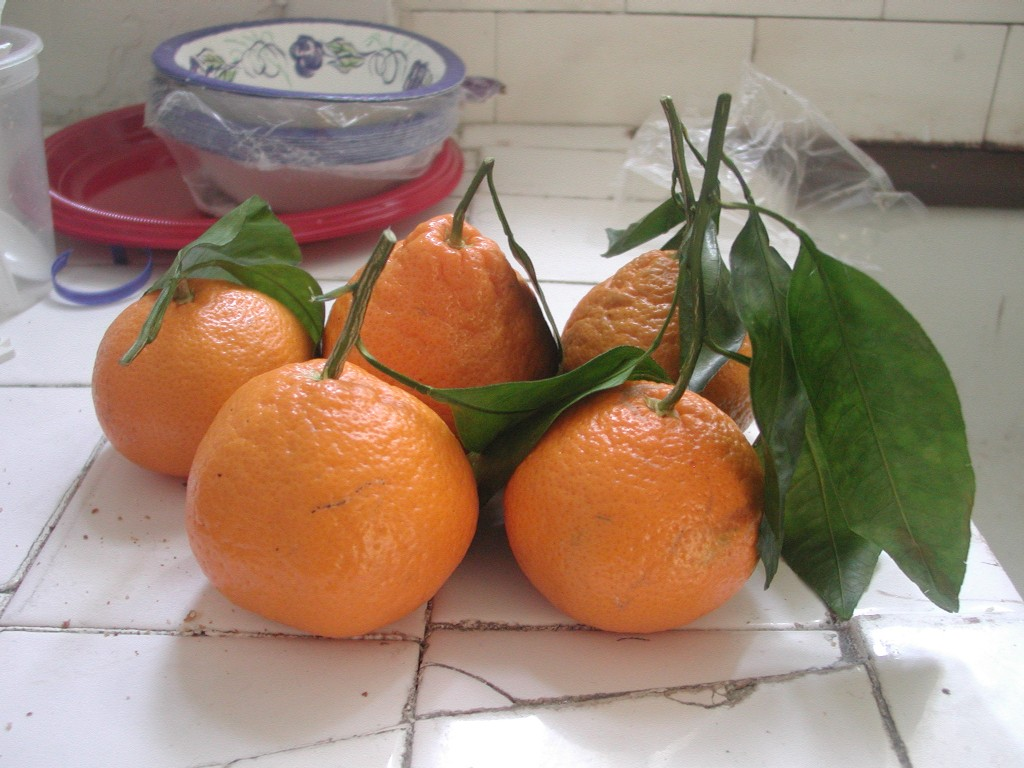
Oukan (瓯柑)

- Parmi les hybrides de pomelo sont cités : 瓢柑 Hyoukan (pomelo Sp x Kunenbo-A), Jabon (pomelo Sp x Yuzu), Kaikoukan (C. truncata Hort. ex Tanaka) (pomelo Sp x Kunenbo-A), Kinkoji (pomelo Sp x Kunenbo-A), Natsudaidai (C. natsudaidai) (pomelo Sp x Kishu, Oukan (C. Suavissima)(pomelo Sp x Kishu) depuis longtemps cultivée en Chine à Wenzhou sous le nom de mandarine Haihong), Shunkokan (C. shunkokan) (pomelo Sp x Yatsushiro) lumière du printemps originaire de Wakayama, juteux et sucré, Tanaka a mentionné sa ressemblance avec le kunenbo et le pomelo type C04[95] (Yatsushiro est un hybride de Kunenbo-A x Kishu), Ujukitsu (C. ujukitsu Tanaka) (pomelo Sp x Kishu) nommé aussi bushukan et tsurukan, gros agrume piriforme doux[96], ナルト Naruto ou なるとみかん (Naru to mikan) (C. medioglobosa Hort. ex Tanaka)(pomelo Sp x Kishu) dont une huile essentielle est extraite[97].
- フナドコ (Funadoko) (C. × funadoko Yu.Tanaka)[98], hybride de Bendizao (C. succosa hort. ex Tanaka)[99], est un tangor (pomelo Sp x Bendizao) à chair colorée et légère amertume[100]. Ce Bendizao ou mandarine Bandizao est un géniteur vraisemblablement ancien de nombreux cultivars notamment chinois, il est très présent en Chine[101] où les chinois le classent comme variant de satsuma[102]. Il est le parent male de Ootoukan (pomelo Sp x Bendizao). Il est connu au Japon sous le nom de Nidonari mikan.

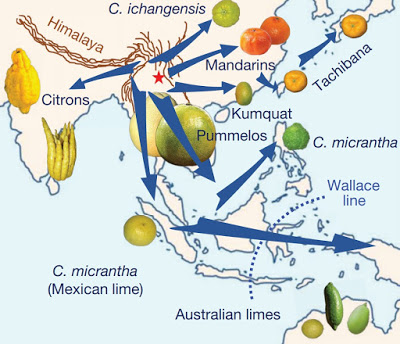
Origine et place de Tachibana dans les agrumes japonais (Citrons signifie cédrats)

#### Hybrides de bigaradier
- Hiroshima-natsu-buntan (C. hiroshimana hort. ex Yu.Tanaka) (C. aurantium x ?) également nommé Takuma-natsu-kunenbo, les tangors Kunenbo-B (C. nobilis) (Kunenbo_B Sp x bigarade) également nommé Kunenbo de Kagoshima et Rokugatsumikan sont des hybrides de bigarades. Kunenbo est un tangor identifié comme géniteur de la mandarine Satsuma (C. unshiu) aux côtés de Kishu mikan[103].
- Nidonari mikan ou Jimikan (C. reticulata Blanco var Nidonari ou C. succosa Hort. ex Tan.) (mandarine Kishu x Bigarade)[104] est un beau fruit qui ressemble au Sanbokan avec un cou comme le dékopon largement cultivé en Chine à Huangyan[105] sous le nom de Bendizao[106].
- Tachibana (C. tachibana Makino) qui est une bigarade (C. aurantium L. subsp. nobilis Makino var. tachibana)connue en Chine sous le nom de 番橘 (fan ju) est géniteur de Girimikan (Koji Sp x Tachibana-B) variété décorative avec beaucoup de graines[107] et de Koji (C. leiocarpa) la Mandarine Koji (Koji Sp x Tachibana-C).

#### Hybrides de yuzu
Le yuzu se rencontre sous divers cultivars et divers noms, dont des yuzu aspermes, des peu épineux etc. En 2020, Asadi Abkenar et S.Isshiki ont montré que les hybrides de yuzu forment une population dont les accessions sont «étroitement liées les unes aux autres» à la différence des hybrides de bigaradier beaucoup plus hétérogènes.
- はなゆ (花柚) (Hana yu) Hanayu également いっさいゆず（一才柚) (Issai yuzu (ichi-sai yuzu)), Hanayuzu (yuzu fleur)[109] (C. hanayu Siebold ex Shirai[110]) (Yuzu x Tachibana-A) yuzu fleur utilisé en cuisine léger parfum de yuzu[111], Henka mikan (Kunenbo-A x Yuzu), ジャバラ Jabara (Kunenbo-A x Yuzu), Kabosu (Kunenbo-A x Yuzu), キズ Kizu (C. kizu hort. ex Yu.Tanaka) (Kunenbo-A x Yuzu) il s'agirait d'un agrume très anciennement cultivé au Japon, selon Mitsuo Sadamatsu il serait attesté à Saga en 1220[112]. もちゆ Mochiyu (C. inflata) parfois mochituzu 餅柚 (Mochi yuzu)[113] ou Bouchoukan (Kunenbo-A x Yuzu) offre une huile essentielle au parfum caractéristique[114].
- コー ライタチバナ (Kō rai tachibana) Koorai tachibana, Kourai (Citrus nippokoreana Tanaka) en chinois 高雷立花橘 (Gao lei li hua ju) est une grosse Tachibana[115] (4,5 cm de diamètre) décrite comme un triple hybride: Tachibana × Yuzu × ?

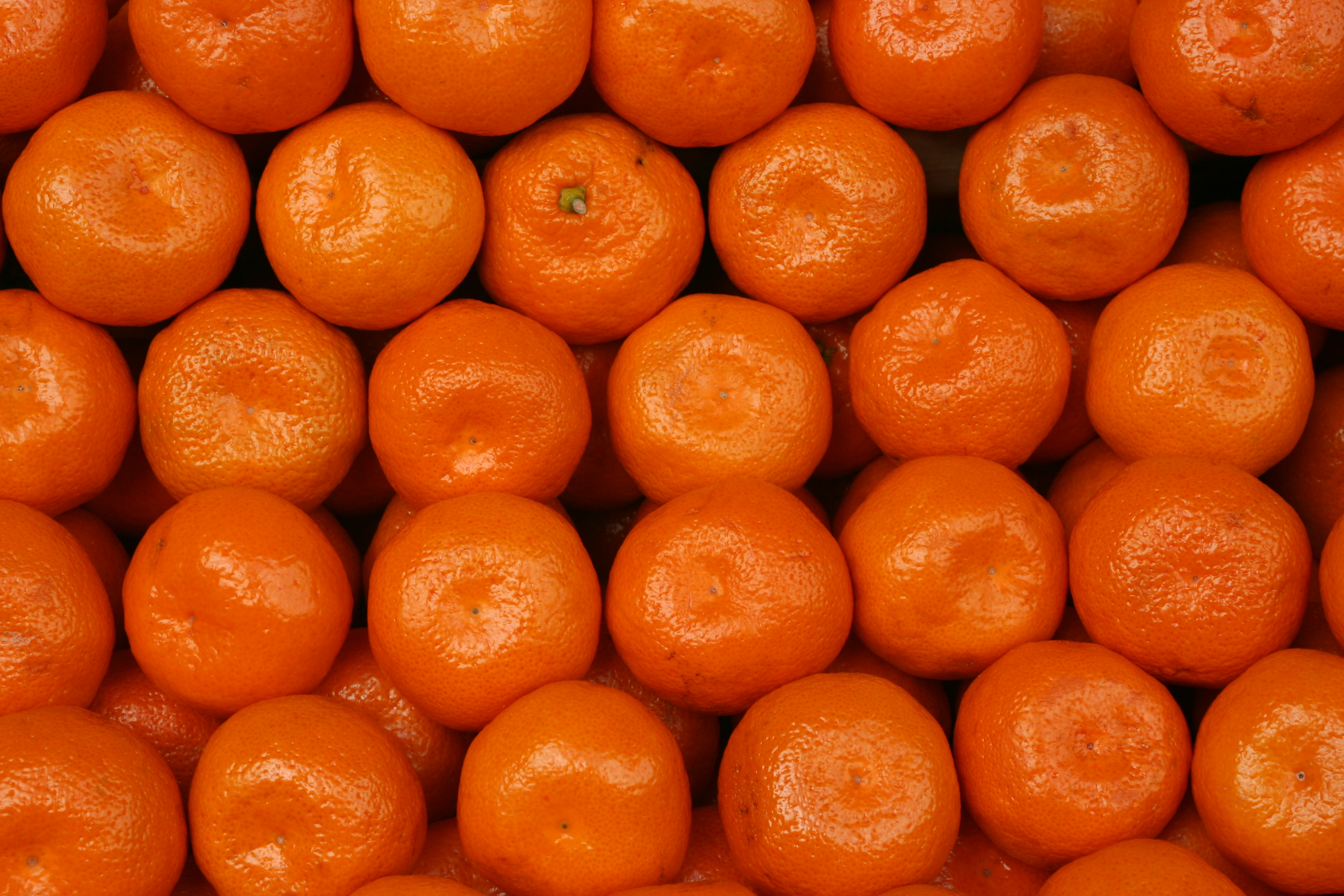
Micro mandarine type Yuhikitsu

#### Hybrides d'orange douce
- Kunenbo-A 九年母 (C. sinencis x C.reticulata)(Orange douce Sp x Kishu), Tengu ou Shigelom, Kinkuneba, Tengumikan (Citrus tengu hort. ex Tanaka) (Hyuganatsu Sp x Orange douce) joli fruit comme une navel piriforme gout agréable mais beaucoup de pépins[116], Yamamikan ヤマミカン (読み) (Yamamikan (yomi)) (C. intermedia)(Orange douce x ?) ce gros fruit semblable à un natsudaïdaï a un gout d'orange douce, juteux, sucré et agréable, une sorte d'orange avec la vigueur d'un pomelo[117], Tizon ou Swzinkon (C. nobilis var tizon, parfois C. suhuiensis[118]) (Orange douce x Cleopatra) cet mandarine rare est un peu plus acide que l'orange, PJ Wester le signale aux Philippines, station expérimentale de Lamao en 1915[119].

#### Hybrides, mutants et chimères d'autres variétés locales
- Hyuganatsu Sp est géniteur ou source de nombreux konatsu, et par croisement avec des mandariniers de Kawabata (Hyuganatsu Sp x Kunenbo-A) aux allures de petit konatsu et en voie de disparition[120] et Oogonkan, Ōgonkan 黄金柑 agrume doré, ou 黄蜜柑 (Ki mikan) mikan jaune(Hyuganatsu Sp x Tachibana-C).
- La mandarine Kaikoukan (C. truncata Hort. ex Tanaka) (Citrus maxima pollinisé par C. reticulata Kunenbo-A) mère des Iyokan, a encore donné Yamabuki[121] 山吹檸 (Yamabuki) (Kaikoukan x ?), Andoukan (Kaikoukan x Kishu), hybride possible de pomelo possible semblable à Kinokawa[122], et Sambokan (Kaikoukan x Kishu).Petite mandarine Kōji, vigoureuse et résistante au froid

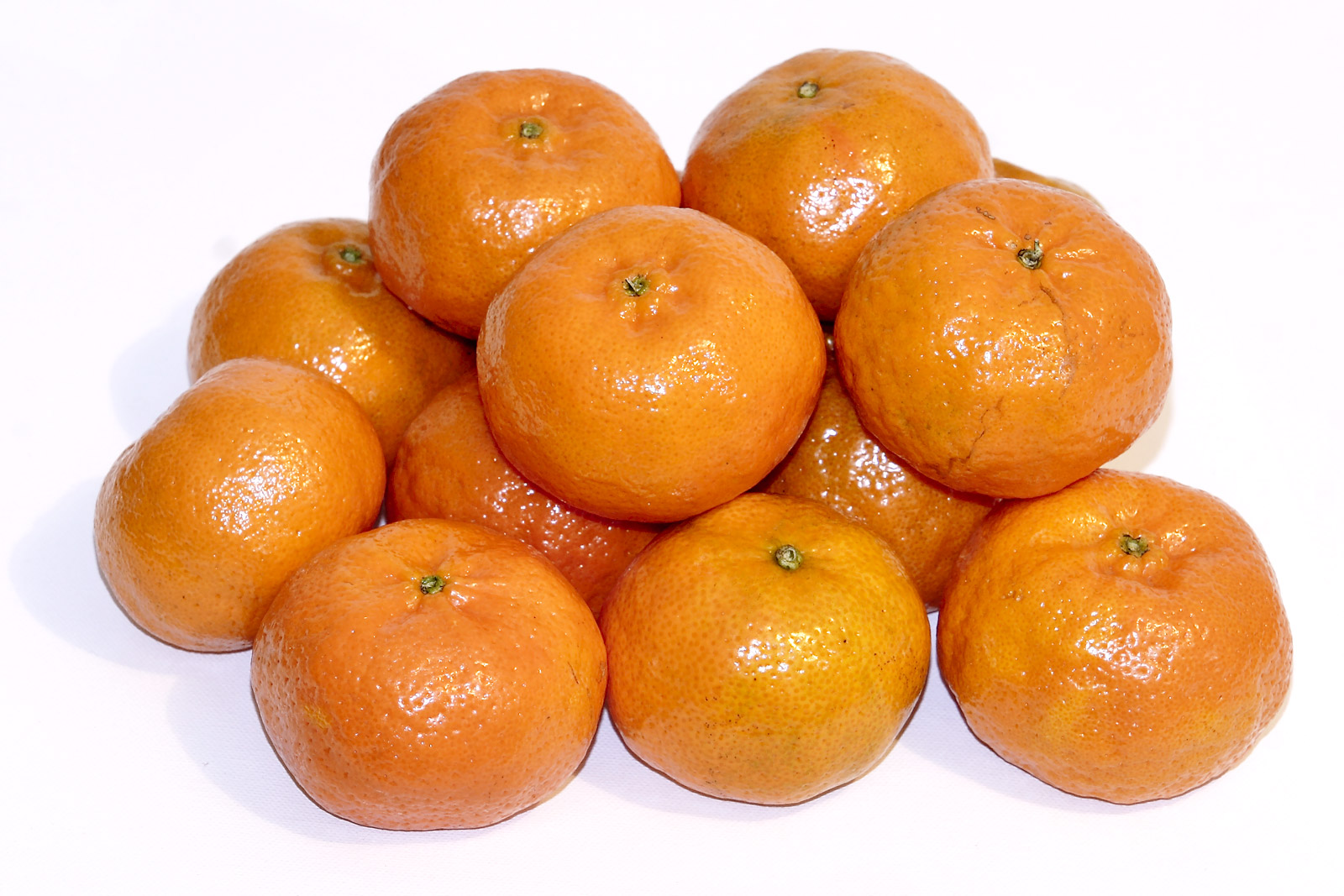
Petite mandarine Kōji, vigoureuse et résistante au froid

- Kishu mikan, la micro mandarine kinokuni dont on connait les cultivars Hirakishu (grande), Mukakukishua (asperme)[123] a donné: Fukure mikan Hitachino Mandarine (Kishu x Koji), Sokitsu ou Zaoju (C. reticulata Blanco var. subcompressa,Tanaka) Kishu x Kobeni mikan) fruit connu au Vietnam sous le nom de Quít ngọt hoàng nham[124], スルガユコウ (Surugayukou) Suruga yukō 駿河柚柑 (Suruga yuzukan) ou Mandarine Koji (Citrus leiocarpa) (Yuko x Kishu x Koji) ce petit fruit décoratif, vigoureux et résistant au froid est présent en Chine d'où il aurait été importé au Japon au VIIIe siècle et en Corée.

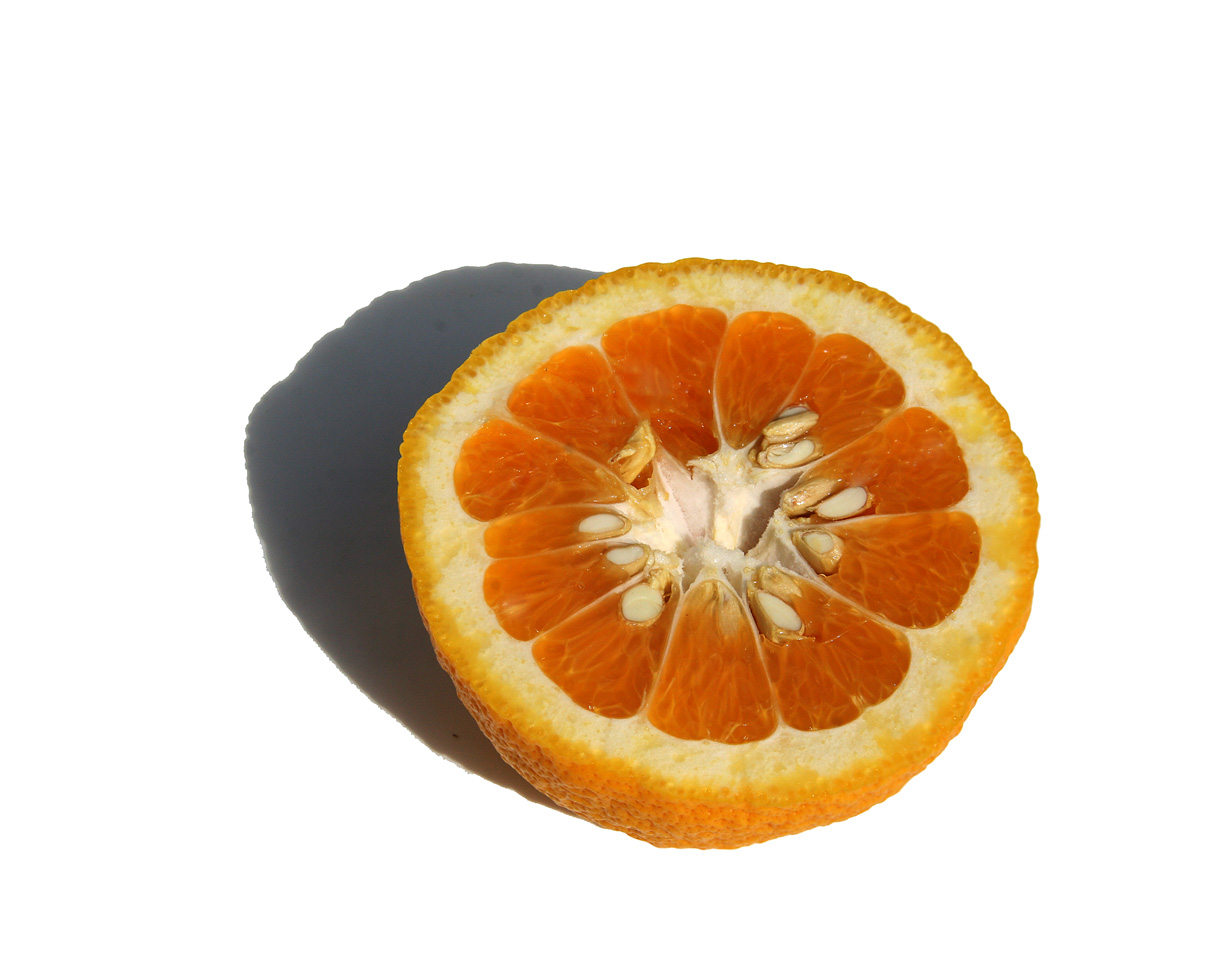
Orange de Mié en coupe

- Orange de Mié en coupeAutre hybride de mandarine Youpi ju ou Yuhikitsu (C. oleocarpa Hort. ex Tan.) connu comme timkat en Chine du sud, petit arbre à petits fruits abondants fortement aromatiques[125](Mandarine Willowleaf x ?). Pour mémoire, les mandarines petit fruit mentionnées par Nabil Bousbia (2013) avec une importance commerciale dans les huiles essentielles sont la mandarine amère (C. sunki), Cléopâtre (C. resni), le Shekwasha (C. depressa), Nasnaaran (C. amblycarpa), Kinokuni (C. kinokuni), C. lycopersicaformis et C. oleocarpa[126].
- La mandarine Koji, très petit fruit, hybride d'un parent non identifié pollinisé par de tachibana-C est propre au Japon et à la Corée.
- Les 小林みかん (Kobayashi mikan) agrumes Kobayashi et des 市木オレンジ (Ichiki orenji) orange Ichiki sont le même fruit, l'orange Kobayashi née à Fukuoka a été introduites dans le district de Shimoichigi à Mihama-cho, préfecture de Mie vers 1960, elle y a pris le nom d'oranges Ichiki[127]. En 2008 elle est devenue Fruit traditionnel de Mie[128] on l'appelle aussi 南三重産 (Minami Mie-san). Il s'agirait d'une chimère de satsuma et de natsudaïdaï[129]. Ces fruits sont impossible à peler, on les coupe à l'équateur et la pulpe se mange à la cuillère (cuillère à grapefruit[130]) en évitant délicatement de prendre des pépins, la texture est croquante/juteuse, le gout de satsuma est peu sucré, agréablement rafraichissant[131].
- Les sumikan (mikan acides) ou kōsan kankitsu[132] sont des cultivars acides de la région de Kōchi.

#### Hybrides ou mutants indéterminés à ce jour
- Ponkitsu serait issu du tankan (Tankan x ?), Hickson autre petite mandarine manifestement pas japonaise[133] qui pourrait être un tangor[134], cultivée en Australie où M. Hickson l'a isolée et promue en 1941[135] est décrite comme hybride de ponkan (Ponkan x ?)[136], Ujukitsu (C. ujukitsu) qu'on trouve souvent appelé citron doux n'est pas un variant de C. lemon mais de Yuge hyoukan (Yuge hyoukan x ?).

## Evolution des techniques de sélection

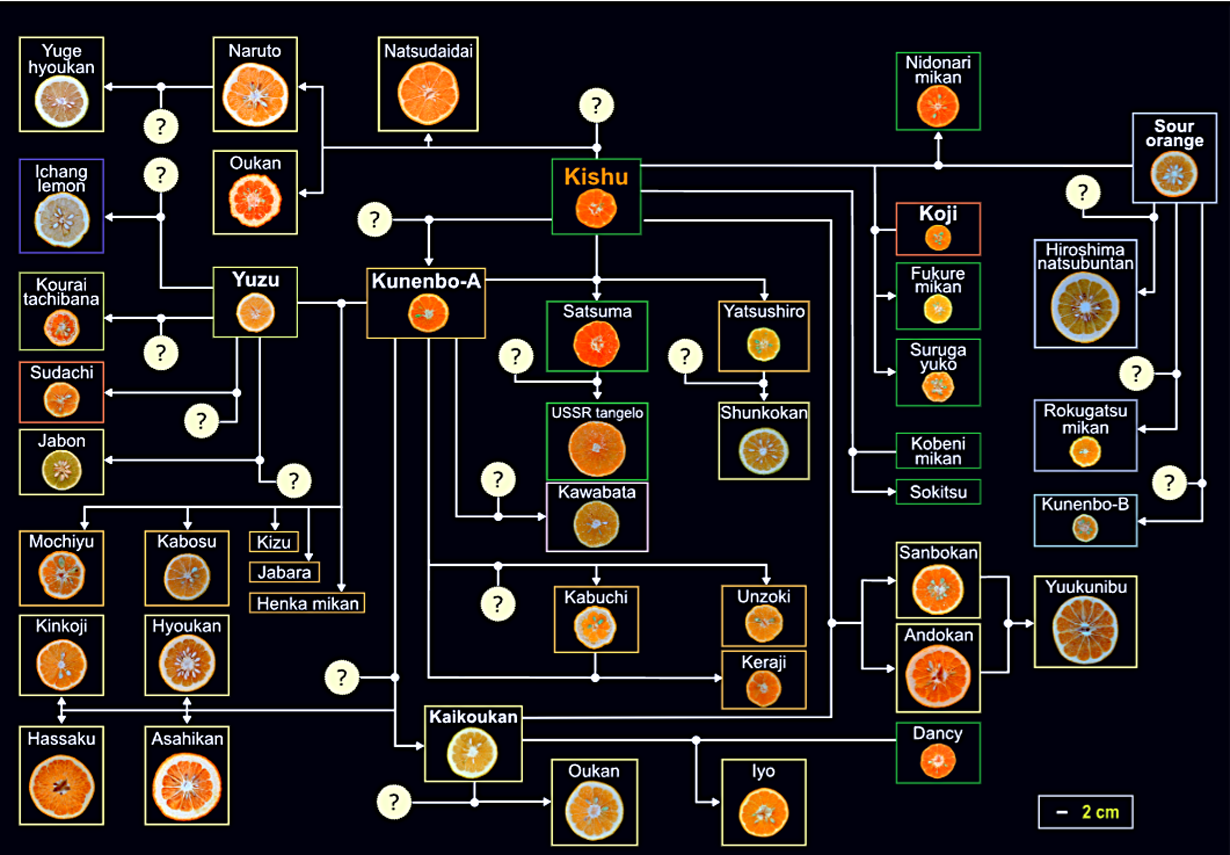
Généalogie de divers agrumes japonais cultivés depuis Kishu, Kunembo, Yuzu, Kouji, Daidai et Kaikoukan. Génotypes cytoplasmiques classés en codes couleurs des rectangles (T. Shimizu, K. Nonaka, 2025).

Tokurou Shimizu (2022) a publié une synthèse des techniques de sélection disponibles au Japon. La sélection assistée par la génomique (détection quantitative à l'échelle du génome et prédiction de traits par sélection génomique) améliore la rapidité et la sécurité des choix de répondre aux besoins commerciaux, améliorer la qualité globale des fruits et les commercialiser rapidement. Mais aussi il montre que les bases de données génétiques accumulées au Japon sur de très nombreux agrumes permet d'analyser les généalogies au niveau d'une large diversité et apportent une information utile à la sélection assistée par la génomique. Il prédit que la sélection basée sur une simulation numérique va améliorer la précision de la prédiction.

## Anthologie
C'est lors de l'exposition universelle de 1878 de Paris que les agrumes japonais sont présentés en occident. La connaissance et la systématique sont naissantes.
- Japon. Commission impériale. Exposition internationale (1878, Paris). Section japonaise. Le Japon à l'exposition universelle de 1878. Art, éducation et enseignement, industrie, productions, agriculture et horticulture. 1878. Section Fruits. p. 141[139].

« Le Mikan (Citrus margarita) ou Oranger vient dans les provinces dont le climat est chaud, telles que Higo, Kii, Suruga, etc. Une de ses variétés, nommée Unshu Mikan, donne de gros fruits sans pépins. La peau d'orange est séchée et employée comme épices sous le nom de Chimpi.
Le Koji (Citrus nobilis var.) et le Tachibana (Citrus trifoliata) sont des orangers de mauvaise qualité. Leurs fruits sont amers et désagréables au goût.
Le Kunemba (Citrus sp.) donne les meilleures oranges. Le Daïdaï (idem) donne des fruits amers qu'il est impossible de manger crus. Leur jus sert aux mêmes usages que celui du citron. Sa peau et ses feuilles s'emploient en médecine.
Le Zabon (Citrus decumana) et le Buntan (Citrus sp.) sont des arbres qui ne viennent que dans les climats chauds. On les rencontre principalement dans la province de Satsuma. Leurs fruits sont bons à manger.
Le Bushiu Kan (Citrus sp.) et le Marubushiu Kan (idem) produisent des fruits que l'on mange en compote.
Le Kinkan (Citrus japonica) comprend deux variétés : l'une qui donne des fruits ronds et l'autre des fruits ovales.
Le Yudzu (Citrus sp.) ou Citronnier supporte mieux le froid que les autres arbres de la même famille; ses fruits, qui servent à plusieurs usages, sont principalement employés comme épices; ses fleurs peuvent jouer le même rôle. »

- Cette présentation est reprise dans le Bulletin de la Société d'acclimatation de 1880, p. 358. Section plantes alimentaires, Auranticées[140]. Variantes notables :

« 5° Le Bushin-Kan (Citrus medica) et le Marubushin-Kan (Citrus medica, var. chirocarpus) qui produisent des fruits qu'on mange en compotes ;
7° Le Kin-Kan [ ] Suivant M. Lavallée, l'espèce nommée Kum-Kouat semble pouvoir s'accommoder de la région propre à la culture de la Vigne. Ses petits fruits se mangent confits au sucre.
8° Le Yudzu ou Citronnier, dont le fruit arrondi, un peu plat, a une saveur aigrelette, peu aromatique. Les Japonais le mangent cru, ou s'en servent comme épices, ainsi que de ses fleurs. Ce Citronnier supporte mieux le froid que les autres arbres de cette famille, aussi le rencontre-t-on dans un plus grand nombre de provinces. »